# Endicott (Nebraska)
Endicott is een plaats (village) in de Amerikaanse staat Nebraska, en valt bestuurlijk gezien onder Jefferson County.

## Demografie
Bij de volkstelling in 2000 werd het aantal inwoners vastgesteld op 139. In 2006 is het aantal inwoners door het United States Census Bureau geschat op 134, een daling van 5 (-3,6%).

## Geografie
Volgens het United States Census Bureau beslaat de plaats een oppervlakte van 1,3 km², geheel bestaande uit land. Endicott ligt op ongeveer 388 m boven zeeniveau.

## Geboren in Endicott (Nebraska)
- Joseph C. McCanles (19 augustus 1871 – 30 november 1937), componist, muziekpedagoog en dirigent

## Plaatsen in de nabije omgeving
De onderstaande figuur toont nabijgelegen plaatsen in een straal van 16 km rond Endicott.